# Raad van de Nationaliteiten
De Raad van de Nationaliteiten (Russisch: Совет Национальностей; Sovjet Natsionalnostej) of Sovjet van Nationaliteiten was een van de twee kamers van de Opperste Sovjet van de Sovjet-Unie en werd gesticht in 1924 als vertegenwoordigend orgaan van de verschillende nationaliteiten in de toenmalige Sovjetrepubliek. De (autonome) republieken vaardigden elke vijf vertegenwoordigers af naar de Raad van Nationaliteiten en elke autonome regio elk één. De grondwetten van 1936 en 1977 vergrootte het aantal vertegenwoordigers per unierepubliek, autonome republiek (ASSR) of autonome oblast (AO) aanzienlijk. In 1977 vaardigden de unierepublieken elk 32 afgevaardigden af, de ASSR's elk 11 en de autonome regio's ieder vijf en de districten elk één. Bijgevolg vaardigde de grootste unierepubliek, de Russische Socialistische Federatieve Sovjetrepubliek (RSFSR) met 147 miljoen inwoners en de Estische Socialistische Sovjetrepubliek met anderhalf miljoen inwoners evenveel vertegenwoordigers af naar de Raad van Nationaliteiten. De Russen waren dus sterk ondervertegenwoordigd. 
De Raad van de Nationaliteiten behartigde de belangen van de verschillende volkeren (nationaliteiten) van de Sovjet-Unie. De Raad van de Nationaliteiten had net als de andere kamer van de Opperste Sovjet, de Raad van de Unie, dezelfde rechten en bevoegdheden, waaronder het recht van het initiatief tot wetgeving. De Raad van de Unie had echter meer macht dan de Raad van de Nationaliteiten. De raad kwam gewoonlijk 2 maal per jaar bijeen.
De Raad van de Nationaliteiten verkoos een voorzitter, die de sessies van de raad leidde, zijn vier afgevaardigden en de permanente commissies; Mandaatcommissie, Commissie voor Wetgevende Supposities, Budgetplanningscommissie, Commissie voor Buitenlandse Zaken, Commissie voor Jeugdzaken, Industriecommissie, Transport en Communicatiecommissie, Commissie voor Bouw- en Industriematerialen, Landbouwcommissie, Consumentengoederencommissie, Commissie voor Openbaar Onderwijs, Commissie voor Gezondheidszorg en Sociale Zekerheid, Wetenschaps- en Cultuurcommissie, Handelscommissie, Consumentendienst en Gemeentelijke Economiecommissie en de Milieucommissie.
In 1989 werd het aantal leden van de Raad van de Nationaliteiten teruggebracht tot 271.